# دراغوس ميهالاتشي
دراغوس ميهالاتشي (بالرومانية: Dragoș Mihalache)‏ هو لاعب كرة قدم روماني في مركز الهجوم، ولد في 25 يونيو 1975 في بلويشت في رومانيا. لعب مع نادي أسترا جورجو ونادي أوتسيلول غالاتسي ونادي بترولول بلويشتي.